# Подьяков, Николай Николаевич
Николай Николаевич Поддъяков (1867, Подосиновец, Вологодская губерния — 24 сентября 1918, Подосиновец, Северо-Двинская губерния) — протоиерей Русской православной церкви, священномученик.
Память 24 сентября, в Соборе новомучеников и исповедников Российских, в Соборе Вятских святых и в Соборе Вятских новомучеников и исповедников.

## Жизнеописание
Николай Поддъяков родился в 1867 году в семье священника Богородице-Рождественской церкви села Подосиновца Никольского уезда Вологодской губернии. По окончании Никольского духовного училища и Вологодской духовной семинарии в 1889 году был рукоположён в сан священника к Богородице-Рождественской церкви села Подосиновца. В служении на Ниве Христовой отец Николай нёс множество церковно-общественных послушаний. Он был законоучителем Подосиновского министерского двуклассного и высшего начального четырёхклассного училищ, депутатом училищных и епархиальных съездов, благочинным 5-го округа Никольского уезда Вологодской епархии, учредителем и заведующим Ананьинской и Свято-Георгиевской Мельминогорской церковно-приходскими школами. Труды отца Николая по устроению церковной и общественной жизни своего благочиния были высоко оценены. Прихожане уважали и чтили своего деятельного пастыря. Но в 1917 году ко власти пришли люди, ненавидевшие Церковь Христову и её служителей. Вскоре Подосиновец оказался прифронтовым селом. Не имея других сил остановить наступление Белой армии, красные развязали террор, старясь запугать местное население.
10 сентября 1918 года в 11 часов ночи в дом отца Николая ворвались чекисты. Они предъявили ордер на арест отца Николая, который в это время поднимался из подвала в дом. Чтобы будущий арестант не смог бежать, один из солдат выстрелил в ногу отцу Николаю. Солдаты положили раненого на матерчатые носилки и вынесли из дома. При этом им пришлось разобрать часть окна, так как носилки с раненым не проходили в двери. Отца Николая поднесли к заранее выкопанной яме и заставили встать на колени. Его обвинили в контрреволюционных действиях, в отказе помочь Красной армии продовольствием. В ответном слове батюшка призвал всех к христианской любви и испросил у всех прихожан прощения. Приговор был приведён в исполнение. Вместе с отцом Николаем был расстрелян и священник Виктор Усов. Тело убиенного отца Николая было перенесено в дом, где его облачили в священнические ризы. Чин отпевания совершил священник Зосима Трубачёв. Похоронили его у алтаря Богородице-Рождественской церкви села Подосиновец. На месте погребения сейчас установлен памятный крест, а протоиерей Николай Поддъяков ныне прославлен Русской православной церковью в лике священномученика.